# Амандыкский сельский округ
Амандыкский сельский округ (каз. Амандық ауылдық округі) — административная единица в составе Тайыншинского района Северо-Казахстанской области Казахстана. Административный центр — село Амандык.
Население — 1738 человек (2009, 2394 в 1999, 2788 в 1989).

## История
28 марта 2000 года совместным решением сессии Северо-Казахстанского областного маслихата и акима области образован Амандыкский сельский округ путём выделения его территории из состава Абайского и Чкаловского сельских округов.

## Состав
В состав округа входят такие населенные пункты:
| Населенный пункт | Население, человек (1989) | Население, человек (1999) | Население, человек (2009) |
| ---------------- | ------------------------- | ------------------------- | ------------------------- |
| Аймак, село      | 826                       | 724                       | 594                       |
| Амандык, село    | 1107                      | 797                       | 533                       |
| Жанадаур, село   | 275                       | 241                       | 84                        |
| Ильичёвка, село  | 580                       | 632                       | 527                       |